# Isaac Jamaludin
Isaac Jamaludin (1 april 1931 – 30 september 2021) was een Surinaams arts en bestuurder. Hij was huisarts en lid van het tuchtcollege van de Vereniging van Medici in Suriname. Hij was grondlegger van de Moskee Keizerstraat en voorzitter van onder meer de Surinaamse Islamitische Organisatie en van de Interreligieuze Raad in Suriname.

## Biografie
Isaac Jamaludin was tot op hoge leeftijd huisarts en volbracht zestig ambtsjaren toen hij kort voor zijn 90e verjaardag met pensioen ging. Voor de Vereniging van Medici in Suriname was lid van het Medisch Tuchtcollege en de Verenigingsraad voor norm en ethiek.
Hij was grondlegger van de Moskee Keizerstraat en was 40 jaar lang voorzitter van de Surinaamse Islamitische Organisatie (SIO). In 2018 werd hij opgevolgd door Adiel Khan Kallan. Daarnaast was hij tot 2018 voorzitter van de Madjilies Moeslimien Suriname.
In 1988 stond hij samen met bisschop Aloysius Zichem en antropoloog Nico Waagmeester aan de wieg van de Interreligieuze Raad in Suriname (IRIS). Het acroniem kozen ze zorgvuldig en staat ook symbool voor het gekleurde deel van het oog middenin de pupil en als de bode is van de Griekse goden. Als voorzitter van IRIS werd hij opgevolgd door bisschop Karel Choennie.
Jamaludin werd in 1999 onderscheiden als Officier in de Ereorde van de Palm.